# Skäggstubbsknopp
Skäggstubbsknopp (Molgula complanata) är en sjöpungsart som beskrevs av Joshua Alder och Hancock 1870. Skäggstubbsknopp ingår i släktet Molgula och familjen kulsjöpungar. Enligt den svenska rödlistan är arten otillräckligt studerad i Sverige. Arten förekommer i Götaland. Artens livsmiljö är havet. Inga underarter finns listade i Catalogue of Life.